# SNECMA Atar Volant
L'Atar Volant è stato un progetto di aeromobile sperimentale a decollo verticale sviluppato dalla francese SNECMA (Société National d'Etude et de Construction de Moteurs d'Aviation) in tre esemplari (C400 P1, C400 P2, C400 P3) costruiti nella seconda metà degli anni cinquanta.

## Storia del progetto
Agli inizi degli anni cinquanta la Bureau Technique Zborowski (BTZ) studiò un velivolo (denominato Coléoptère) a decollo verticale dotato di un'ala anulare di cui la SNECMA, nel 1952, acquisì i diritti di sviluppo. Per studiare i problemi relativi al controllo di questo tipo di aeromobile dovuti alla coppia sviluppata dal motore turbogetto, fu costruito nel 1954 un modello teleguidato e vincolato dotato di un motore pulsogetto da 45 chilogrammi di spinta.
Successivamente, nel 1955, iniziarono i lavori per la costruzione del prototipo di Atar Volant a grandezza naturale. Il primo modello (C400 P1), senza pilota e teleguidato, iniziò i primi test su di un banco prova giroscopico nel 1955 mentre i primi voli vincolati partirono nel settembre del 1956. Il primo volo libero del secondo modello con pilota a bordo avvenne il 14 maggio del 1957 e destò notevole interesse durante la sua prima apparizione pubblica al 22º Salone internazionale dell'aeronautica e dello spazio di Parigi-Le Bourget il primo giugno del 1957.
Il programma di sviluppo dell'Atar Volant terminò nel 1959 con il terzo prototipo (C400 P3), portando allo sviluppo definitivo del Coléoptère (C450-01).

## Tecnica
L'Atar Volant era costituito da un motore turbogetto Snecma Atar 101D disposto verticalmente e dotato di un ugello di scarico in grado di vettorizzare la spinta racchiuso da una gondola fissata inferiormente ad un telaio tubolare con quattro ruote che fungeva da carrello nelle fasi di decollo ed atterraggio verticali.
A differenza della prima versione (C400 P1) che non prevedeva un pilota a bordo ma solo un sistema di controllo di assetto automatico comandato da giroscopi, sul secondo modello (C400 P2) era installato un seggiolino eiettabile per il pilota che aveva a disposizione anche un quadro strumenti e dei comandi di volo. Il controllo da parte del pilota era assicurato dall'opportuno orientamento di getti di aria prelevata dal compressore del motore. Il serbatoio conteneva circa 500 kg di combustibile ed era disposto anularmente intorno al compressore del motore, garantendo una autonomia di volo di 4 minuti.
Il terzo modello (C400 P3) prevedeva l'impiego di una versione successiva del motore, l'Atar 101E da 3500 chilogrammi di spinta, ed il pilota era sistemato su un seggiolino eiettabile basculante all'interno di un abitacolo chiuso. Il P3, in seguito a numerose modifiche e miglioramenti, costituì la base di partenza per la versione definitiva che si avrà con il Coléoptère (C450-01).

## Note

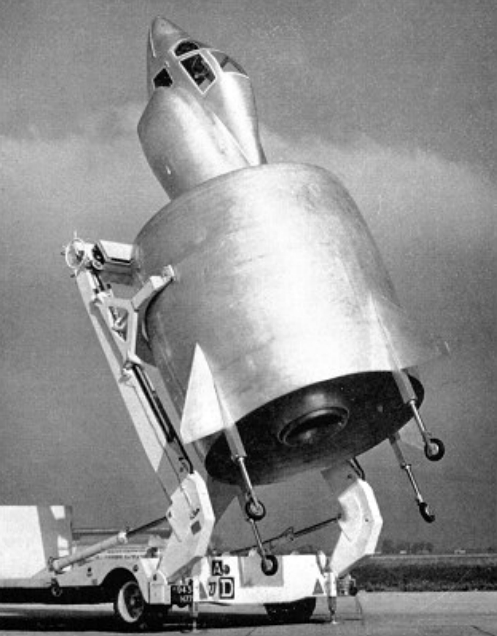
Il Coléoptère trasportato sul piazzale nel 1959